# 月亮灣大道
月亮湾大道是深圳市内一条南北走向的道路。
月亮湾大道北接北环大道，南至妈湾大道。

## 交汇道路
- 北环大道（起点）
- 一号路
- 桃园路
- 学府路
- 桂庙路
- 创业路
- 东滨路
- 沿湖路
- 内环路
- 铲湾路
- 港城路
- 兴海大道
- 妈湾大道（终点）

## 沿途主要建筑
- 平南鐵路深圳西站